# جکسون‌ویل (ایلینوی)
جکسون‌ویل، ایلینوی (به انگلیسی: Jacksonville, Illinois) یک شهر در ایالات متحده آمریکا با جمعیت ۱۹٬۴۴۶ نفر است که در ایلی‌نوی واقع شده‌است.